# Mille Lehfeldt
Pour les articles homonymes, voir Lehfeldt.
Mille Hoffmeyer Lehfeldt, née le 8 décembre 1979 à Aarhus (Danemark), est une actrice danoise.

## Biographie
Mille Lehfeldt naît de parents acteurs, Stig Hoffmeyer (da) et Kirsten Lehfeldt (da). Elle se marie en 2008 avec l'acteur Sophus Windeløv Kirkeby (da).

## Filmographie partielle

### Au cinéma
- 1990 : Springflod : Rosa
- 1992 : Det skaldede spøgelse : Penelope
- 1993 : Roser og persille : Bolette
- 1995 : Pigen med de grønne øjne (The Girl with Green Eyes)
- 2003 : Bondefanger : Anne
- 2006 : Arabesk til en lp af Gainsbourg : Liv
- 2007 : Erik Nietzsche, mes années de jeunesse (De unge år: Erik Nietzsche sagaen del 1)
- 2007 : Heart Medicine : Beate
- 2008 : Les Soldats de l'ombre (Flammen & Citronen) : Bodil
- 2008 : One Shot : Sally
- 2009 : Himlen falder : Sara
- 2010 : Smukke mennesker : Anna
- 2012 : Marco Macaco (Marco Macaco: l'île aux pirates) : Lulu (voix)
- 2012 : Talenttyven : Laura
- 2013 : Player : Lydia
- 2014 : En chance til (A Second Chance) : Østeuropæisk danser
- 2015 : Lang historie kort (da) (Long Story Short) : Ellen

### À la télévision
- 2009-2010 : Bienvenue à Larkroad (Lærkevej) (série télévisée comique, 15 épisodes)
- 2022-2023 : Carmen Curlers (série télévisée, 15 épisodes)

## Distinctions
- 2016 : Bodil de la meilleure actrice pour Lang historie kort (da)